# Lee McCulloch
Pour les articles homonymes, voir McCulloch.
Lee Henry McCulloch est un footballeur écossais né le 14 mai 1978 à Bellshill en Écosse. Il évolue au poste d'attaquant ou de milieu offensif. Il mesure 1,85 m pour 84 kg. Il est principalement connu pour ses saisons à Motherwell, à Wigan et aux Rangers, avant de finir sa carrière à Kilmarnock.
Depuis 2014, il est membre du Hall of Fame des Rangers.

## Biographie
Il est international écossais (1re sélection le 13 octobre 2004 contre la Moldavie).
Le 8 septembre 2008 à la suite de la défaite de l'Écosse face à la Macédoine (0-1), Lee McCulloch met fin à sa carrière internationale et décide de se consacrer à son club les Rangers.

## Palmarès
- Finaliste de la Coupe de l'UEFA en 2008 avec les Glasgow Rangers
- Championnat d'Écosse de football D3 / SFL D2 en 2014 avec Rangers
- Champion d'Écosse en 2009, 2010 et 2011 avec les Glasgow Rangers
- Vainqueur de la Coupe d'Écosse en 2008 avec les Glasgow Rangers
- Vainqueur de la Coupe de la Ligue écossaise en 2008 et 2010 avec les Glasgow Rangers
- Champion d'Angleterre D3 en 2003 avec Wigan Athletic
- 15 sélections et 1 but en Équipe d'Écosse entre 2004 et 2008

### Personnel
- Membre de l'équipe-type de Scottish Premier League en 2010